# Nora Tausz Rónai
Nora Tausz Rónai (Fiume, 29 de fevereiro de 1924) é uma arquiteta, escritora e atleta de natação brasileira. Nascida no território que hoje pertence à Croácia, Nora nasceu numa família de judeus ítalo-magiares e emigrou para o Brasil em 1941.

## Biografia
Nascida em Fiume, Itália, onde hoje é território da Croácia, Nora é filha dos judeus húngaros naturalizados italianos Edoardo Tausz e Iolanda Kápolnai. Frequentou uma escola na Hungria até os 11 anos devido à transferência do pai, diretor esportivo de um clube de regatas de Fiume. De volta a sua cidade natal, sua vida foi assolada pelo governo fascista de Mussolini. Como judia, foi impedida de frequentar a escola. Isso, contudo, não a impediu de voltar aos estudos. Durante cinco anos, teve aulas particulares de francês e matemática.
Devido à perseguição nazista da época, fugiu com sua família para o Rio de Janeiro a bordo do navio espanhol Cabo de Hornos.
Casou-se com o filólogo, tradutor e escritor Paulo Rónai, judeu húngaro como seus pais, com quem teve duas filhas, Cora Rónai, jornalista, e Laura Rónai, musicista e crítica.
Em agosto de 2014, Nora conquistou seis medalhas de ouro no Campeonato Mundial de Masters em Montreal, Canadá.
Também em 2014, Nora lançou dois livros. O primeiro, "O Roubo da Varinha de Condão e Outras Histórias" ilustrado por Andrea Ebert, é uma coletânea de contos infantis, baseados nas histórias que contava para suas filhas e netas quando eram crianças. O segundo, "Memórias de Um Lugar Chamado Onde", é uma autobiografia, em que narra parte de sua infância na Europa e a vinda de sua família ao Brasil, fugida da guerra.

## Reconhecimento
Ela foi apontada como uma das mulheres mais influentes do mundo por sua inclusão na lista das 100 Mulheres da BBC, no ano de 2017.